# Io e te (Francesca Alotta)
Io e te è il secondo album della cantante italiana Francesca Alotta, pubblicato nel 1993 dalla Ricordi.
Il brano Un anno di noi è presentato al Festival di Sanremo, dove si classifica al decimo posto.
Il brano io e te e' cantata in duetto con Federico Vassallo che ne e' anche autore. La canzone Viaggiando e' cantata in coppia con Fiordaliso e fu' la sigla finale di quel edizione di Domenica in  dove entrambe partecipavano come animatrici musicali.
un giorno insieme invece è la cover del brano dei Nomadi.

## Tracce
1. Io e te
2. Viaggiando (duetto con Fiordaliso)
3. Tu ritornerai
4. Gioco non gioco
5. Quanto tempo è passato
6. Un anno di noi
7. Io ti avrò
8. Cambierà
9. Mi prendo una vacanza
10. Un giorno insieme
11. Un amore prepotente
12. Io e te (Take Two)

## Formazione
- Francesca Alotta – voce, cori
- Gigi Cappellotto – basso
- Ellade Bandini – batteria
- Massimo Luca – chitarra acustica, cori, basso, chitarra elettrica, sitar
- Vince Tempera – tastiera
- Pier Carlo Penta – tastiera, programmazione
- Susanna Parigi, Lalla Francia, Moreno Ferrara, Silvio Pozzoli – cori